# Toi
Toi er en landsby i det nordlige Niue. Landsbyen ligger 17 km fra Alofi og er beliggende på den nordlige kyst i den historiske region tribal Motu.
Toi har en befolkning på 23 (2011) indbyggere og et areal på 4,77 km2.